# Cheiracanthium marplesi
Cheiracanthium marplesi là một loài nhện trong họ Miturgidae.
Loài này thuộc chi Cheiracanthium. Cheiracanthium marplesi được Pater Chrysanthus miêu tả năm 1967.